# Henrik Mitelman
Henrik Mitelman, född 18 februari 1971 i Lund är en svensk finansanalytiker, egenföretagare och krönikör i Dagens industri.

## Biografi
Henrik Mitelman har en masters degree i ekonomi från Lunds universitet. Mellan 2000 och 2011 arbetade han som chefstrateg och chefsanalytiker på SEB, för att därefter starta den oberoende analysfirman Mitelman Consulting . 

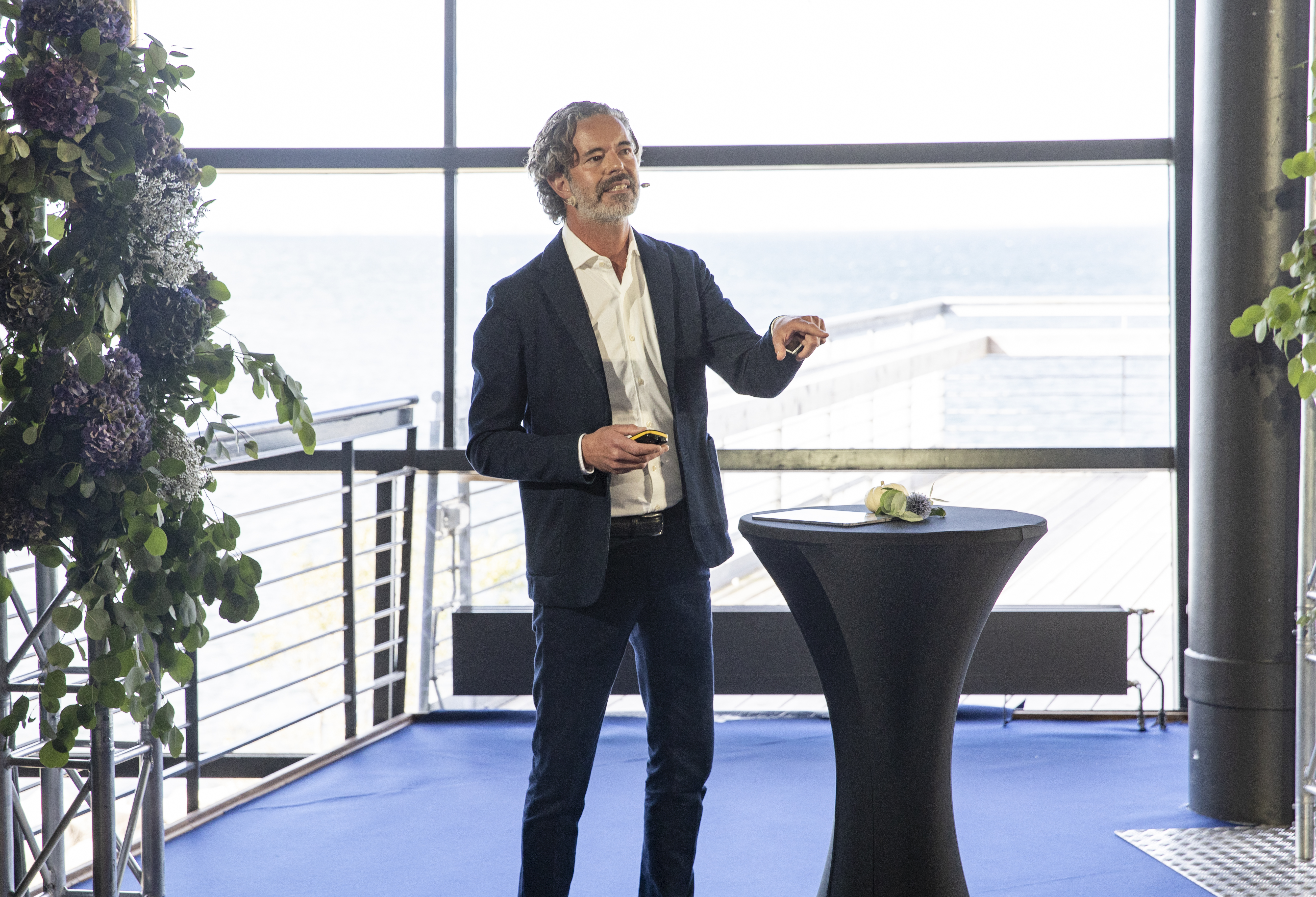

Sedan 2011 har Henrik Mitelman för Dagens industri skrivit och analyserat den makroekonomiska och finansiella utvecklingen på plats och från flera länder. Han är också föredragshållare, moderator och ledamot i flera investeringskommittéer. Henrik Mitelman rankas som en av Sveriges främsta ekonomijournalister
I september 2019 publicerade Henrik Mitelman och fotografen Malin Lauterbach boken Framgångsresan https://roostegner.se/book/framgangsresan/

## Utmärkelser och verk
År 2011 höll Henrik Mitelman årets Ohlin-föreläsning
År 2013 fick Henrik Mitelman pris som ”Årets moderator” av Financial Hearings 
Den 26 augusti 2014 skrev Mitelman en artikel om den svenska ekonomiska utvecklingen  som fick uppmärksamhet av bland annat Sveriges statsminister,  Fredrik Reinfeldt.
2015 skrev Henrik Mitelman boken Tillväxt & Trender tillsammans med Alexander Bard, Sofia Ulver och Mariana Burenstam-Linder. 
Tillsammans med Hans Peter Larsson skrev Henrik Mitelman boken Platt skatt 1998.
2015 valdes Henrik Mitelman till styrelseledamot i Svenska Tennisförbundet
2017 utsågs Henrik Mitelman till Sveriges främste ekonomijournalist av Hallvarsson & Halvarsson
2018 vann Henrik Mitelman förstapriset i ekonomijournalistrankingen gjord av Financial Hearings
2018 utsågs Henrik Mitelman till Sveriges främste ekonomijournalist alla kategorier av Hallvarsson & Halvarsson